# Malta op het Junior Eurovisiesongfestival 2014
Malta nam deel aan het Junior Eurovisiesongfestival 2014, dat wordt gehouden in eigen land, in Marsa. Het zal de 10de deelname van het land op het Junior Eurovisiesongfestival zijn. PBS is verantwoordelijk voor de Maltese bijdrage voor de editie van 2014.

## Selectieprocedure
Het gastland koos reeds op 20 april 2014 zijn vertegenwoordiger voor het Junior Eurovisiesongfestival dat jaar. Federica Falzon werd door de Maltese openbare omroep intern aangeduid om de eilandstaat te vertegenwoordigen in Marsa.

## In Marsa
2003 · 2004 · 2005 · 2006 · 2007 · 2008 · 2009 · 2010 · 2011-2012 · 2013 · 2014 · 2015 · 2016 · 2017 · 2018 · 2019 · 2020 · 2021 · 2022 · 2023 · 2024
Armenië · Bulgarije · Cyprus · Georgië · Italië · Kroatië · Malta · Montenegro · Nederland · Oekraïne · Rusland · San Marino · Servië · Slovenië · Wit-Rusland · Zweden